# FOMO (film)
FOMO (Fear of Missing Out) is een Vlaamse horrorfilm uit 2022, geregisseerd door Leander Hanssen Jr. in een productie van Borgerhoff & Lamberigts. Het scenario is geschreven door Niels Snoek en Leander Hanssen Jr. naar een verhaal van Ilse Schooneknaep en Maximiliaan Verheyen. Echte Vlaamse influencers Jamie-Lee Six en Steffi Mercie vertolkten een rol in deze film over influencers die deelnemen aan een realityprogramma. De film ging in première in België op 29 juni 2022. 

## Verhaal
De tien bekendste Vlaamse influencers nemen deel aan een nieuw realityprogramma genaamd FOMO met als hoofdprijs een wereldreis. Het spel, dat zich diep in het bos afspeelt, lijkt echter niet zo onschuldig te zijn als eerst gedacht. Er gebeuren tal van bizarre situaties en wanneer een moordenaar met een smileymasker opduikt, verandert het spel in een overlevingsstrijd. Er ontpopt zich een kat-en-muisspel tussen de moordenaar en de influencers die trachten te ontsnappen.

## Rolbezetting
| Acteur                      | Personage    |
| --------------------------- | ------------ |
| Nora Dari                   | Alliyah      |
| Joffrey Anane               | Ashon        |
| Nathan Bouts                | Toby         |
| Hariette Sylva              | Robin        |
| Oscar Louis Högström        | Lowie        |
| Sarah-Lynn Clerckx          | Billie       |
| Leonard Santos              | Mauritz      |
| Ayana Doucouré              | Luna         |
| Kes Bakker                  | Charles      |
| Gilles Van Hecke            | Xander       |
| Steffi Mercie               | Cleo         |
| Jamie-Lee Six               | Pauline      |
| Joost Broucke               | Dirk         |
| Stefan Perceval             | Hugo         |
| Louis Oscar Santos Figueroa | Yorick       |
| Marthe Schneider            | June         |
| Anne Somers                 | Mama Charles |